# Оберосберген
Оберосберген (фр. Oberhausbergen) — коммуна на северо-востоке Франции в регионе Гранд-Эст (бывший Эльзас — Шампань — Арденны — Лотарингия), департамент Нижний Рейн, округ Страсбур, кантон Энайм. До марта 2015 года коммуна административно входила в состав упразднённого кантона Мюндольсайм (округ Страсбур-Кампань).
Площадь коммуны — 3,79 км², население — 4397 человек (2006) с тенденцией к росту: 4855 человек (2013), плотность населения — 1281 чел/км².

## Население
Население коммуны в 2011 году составляло 4735 человек, в 2012 году — 4818 человек, а в 2013-м — 4855 человек.
| 1962 | 1968 | 1975 | 1982 | 1990 | 1999 | 2006 | 2008 | 2011 | 2012 | 2013 |
| ---- | ---- | ---- | ---- | ---- | ---- | ---- | ---- | ---- | ---- | ---- |
| 1291 | 1818 | 2103 | 2014 | 3020 | 4518 | 4397 | 5036 | 4735 | 4818 | 4855 |

Динамика населения:

## Экономика
В 2010 году из 3206 человек трудоспособного возраста (от 15 до 64 лет) 2492 были экономически активными, 714 — неактивными (показатель активности 77,7 %, в 1999 году — 78,5 %). Из 2492 активных трудоспособных жителей работали 2326 человек (1131 мужчина и 1195 женщин), 166 числились безработными (88 мужчин и 78 женщин). Среди 714 трудоспособных неактивных граждан 293 были учениками либо студентами, 252 — пенсионерами, а ещё 169 — были неактивны в силу других причин.